# Lista de municípios de Mato Grosso do Sul por PIB per capita (2012)
Esta página contém uma lista de Produto Interno Bruto per capta (PIB pib per capta) municipais de Mato Grosso do Sul. A lista é ocupada pelos municípios sul-mato-grossenses em relação ao Produto Interno Bruto per capta (PIB per capta) a preços correntes em 2012, segundo o Instituto Brasileiro de Geografia e Estatística (IBGE).O Mato Grosso do Sul é um das 27 unidades federativas do Brasil dividido em 79 municípios. Os maiores pibs per capta são os de Chapadão do Sul (43.627,59 reais), São Gabriel do Oeste (37.913,38 reais), Costa Rica (36.843,18 reais) e Corumbá (35.663,76 reais). Abaixo a relação de todos os Pibs per capta municipais de Mato Grosso do Sul:

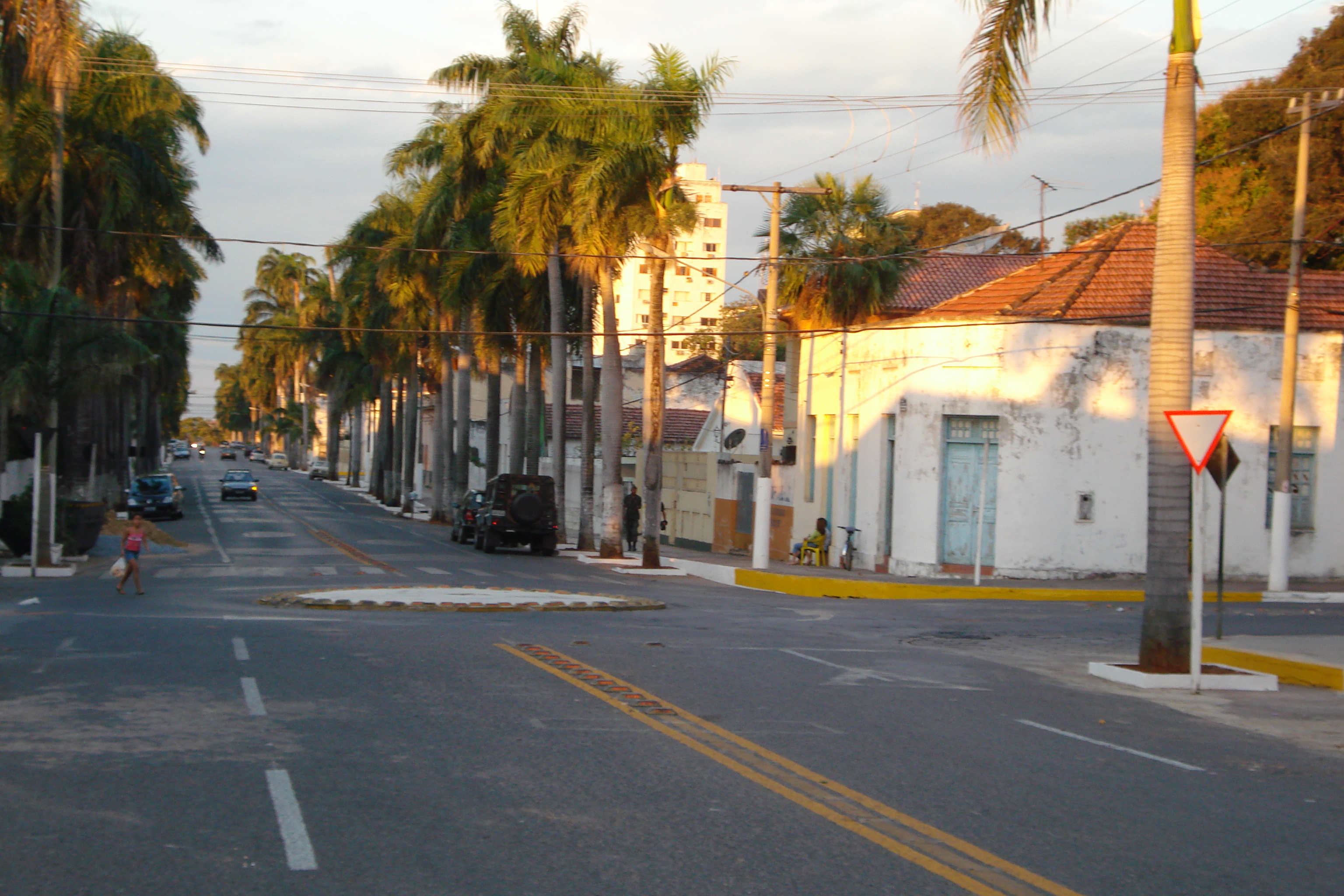
, quarta colocada

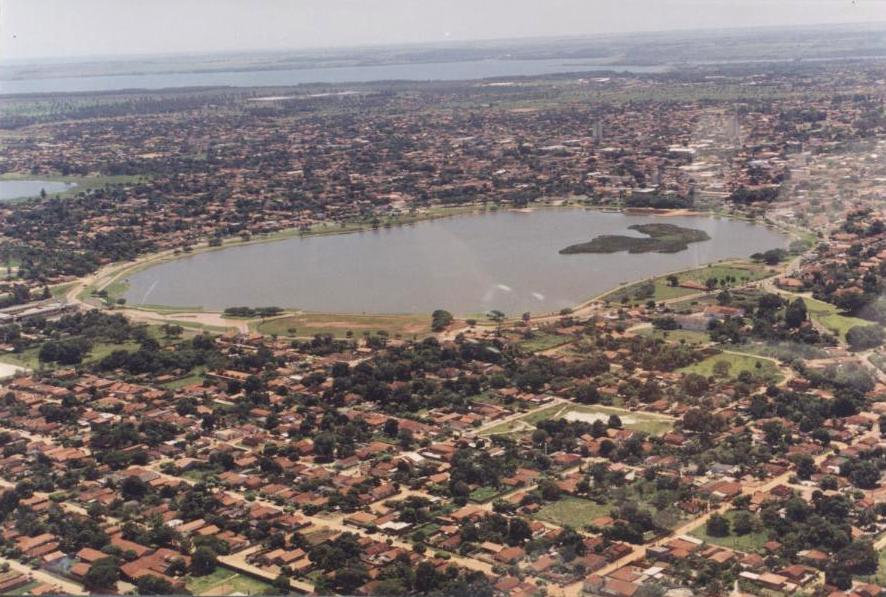
, sétima colocada

| Posição | Município                           | PIB per capta (R$) |
| ------- | ----------------------------------- | ------------------ |
| 1       | Chapadão do Sul                     | 43.627,59          |
| 2       | São Gabriel do Oeste                | 37.913,38          |
| 3       | Costa Rica                          | 36.843,18          |
| 4       | Corumbá                             | 35.663,76          |
| 5       | Maracaju                            | 33.803,70          |
| 6       | Rio Brilhante                       | 33.500,80          |
| 7       | Três Lagoas                         | 32.170,20          |
| 8       | Laguna Carapã                       | 31.531,87          |
| 9       | Nova Alvorada do Sul                | 29.773,76          |
| 10      | Água Clara                          | 28.304,42          |
| 11      | Caarapó                             | 27.728,36          |
| 12      | Bataguassu                          | 27.601,13          |
| 13      | Aral Moreira                        | 27.509,49          |
| 14      | Aparecida do Taboado                | 26.506,08          |
| 15      | Dourados                            | 24.612,46          |
| 16      | Alcinópolis                         | 24.390,60          |
| 17      | Antônio João                        | 24.059,63          |
| 18      | Angélica                            | 23.880,32          |
| 19      | Ribas do Rio Pardo                  | 23.878,55          |
| 20      | Jateí                               | 23.542,92          |
| 21      | Nova Andradina                      | 23.411,59          |
| 22      | Batayporã                           | 23.410,66          |
| 23      | Bandeirantes                        | 22.318,10          |
| 24      | Taquarussu                          | 21.963,61          |
| 25      | Sonora                              | 21.856,79          |
| —       | Mato Grosso do Sul (média estadual) | 21.744,32          |
| 26      | Rochedo                             | 21.651,77          |
| 27      | Naviraí                             | 21.451,30          |
| 28      | Sidrolândia                         | 21.386,94          |
| 29      | Campo Grande                        | 21.071,17          |
| 30      | Bodoquena                           | 21.024,87          |
| 31      | Itaporã                             | 20.919,43          |
| 32      | Inocência                           | 20.660,12          |
| 33      | Brasilândia                         | 20.490,28          |
| 34      | Santa Rita do Pardo                 | 19.825,52          |
| 35      | Camapuã                             | 19.248,22          |
| 36      | Pedro Gomes                         | 19.191,79          |
| 37      | Juti                                | 19.087,14          |
| 38      | Figueirão                           | 19.037,16          |
| 39      | Cassilândia                         | 18.609,31          |
| 40      | Selvíria                            | 18.493,90          |
| 41      | Iguatemi                            | 18.076,00          |
| 42      | Paranaíba                           | 17.750,63          |
| 43      | Itaquiraí                           | 17.273,79          |
| 44      | Ponta Porã                          | 16.981,91          |
| 45      | Vicentina                           | 16.936,88          |
| 46      | Eldorado                            | 16.509,19          |
| 47      | Coxim                               | 16.427,13          |
| 48      | Porto Murtinho                      | 16.087,68          |
| 49      | Ivinhema                            | 15.787,61          |
| 50      | Terenos                             | 15.615,49          |
| 51      | Caracol                             | 15.596,97          |
| 52      | Nioaque                             | 15.521,59          |
| 53      | Mundo Novo                          | 15.380,79          |
| 54      | Bonito                              | 14.935,83          |
| 55      | Corguinho                           | 14.879,70          |
| 56      | Novo Horizonte do Sul               | 14.798,97          |
| 57      | Anaurilândia                        | 14.696,34          |
| 58      | Jaraguari                           | 14.592,38          |
| 59      | Douradina                           | 14.544,54          |
| 60      | Rio Verde de Mato Grosso            | 14.276,79          |
| 61      | Guia Lopes da Laguna                | 13.362,70          |
| 62      | Amambai                             | 13.308,31          |
| 63      | Rio Negro                           | 13.024,01          |
| 64      | Fátima do Sul                       | 12.848,86          |
| 65      | Bela Vista                          | 12.839,41          |
| 66      | Dois Irmãos do Buriti               | 12.794,43          |
| 67      | Glória de Dourados                  | 12.736,35          |
| 68      | Jardim                              | 12.562,94          |
| 69      | Aquidauana                          | 12.460,71          |
| 70      | Tacuru                              | 12.374,53          |
| 71      | Sete Quedas                         | 12.237,60          |
| 72      | Deodápolis                          | 12.018,01          |
| 73      | Miranda                             | 10.884,29          |
| 74      | Anastácio                           | 10.128,04          |
| 75      | Coronel Sapucaia                    | 8.556,56           |
| 76      | Ladário                             | 8.527,24           |
| 77      | Paranhos                            | 7.854,18           |
| 78      | Japorã                              | 7.052,82           |
| —       | Paraíso das Águas                   | —                  |